# Novogagatli
Novogagatli (en rus: Новогагатли) és un poble de la república del Daguestan, a Rússia. Segons el cens del 2010 tenia 4.782 habitants.